# قلعة شامبور

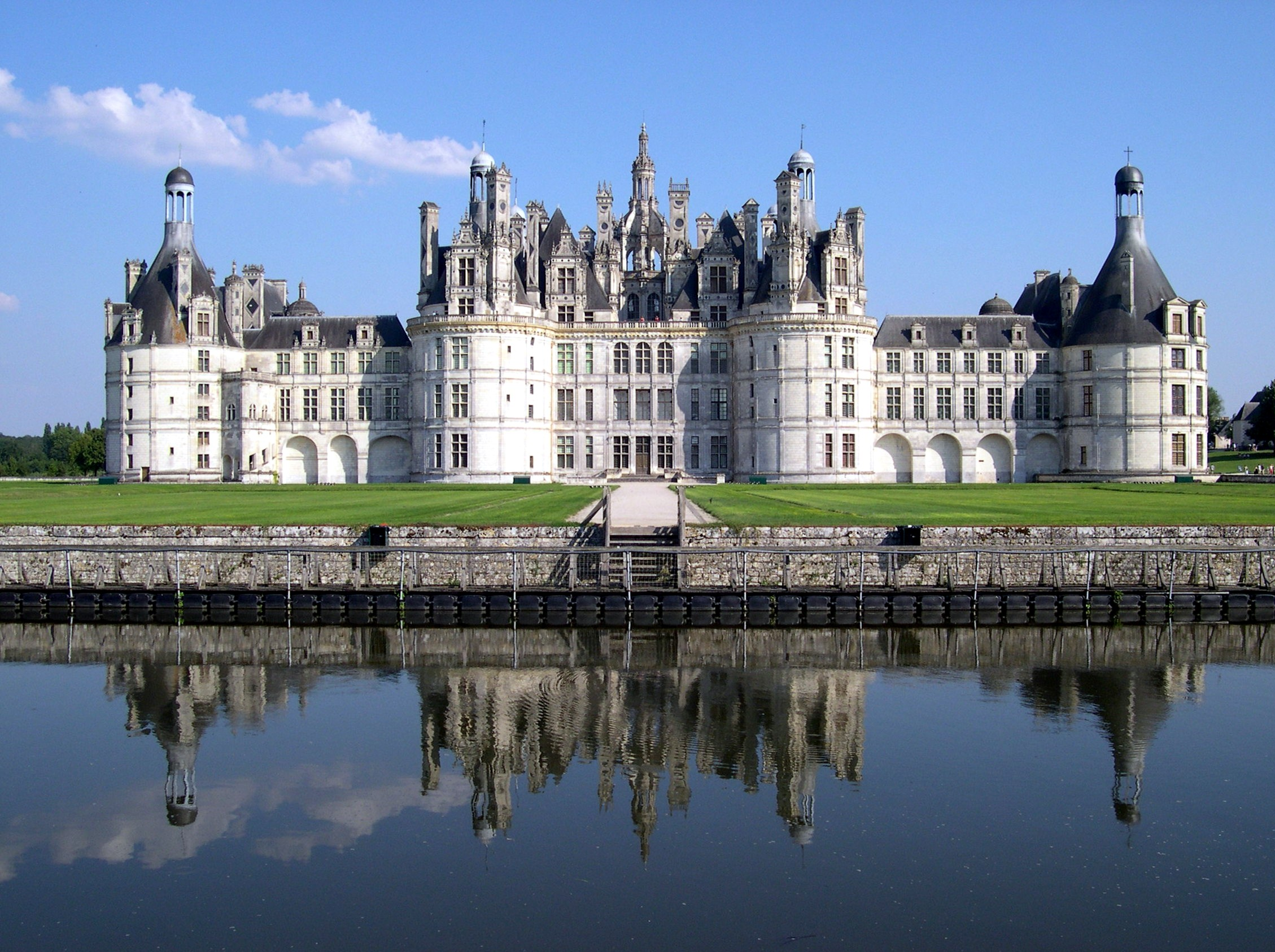
القصر وخنادقه المائية.

قلعة شامبور أو قصر شامبور (بالفرنسية:Château de Chambord) إحدى قلاع فرنسا الفخمة التي بنيت أثناء عصر النهضة بأمر من الملك فرانسوا الأول في شامبور، وتعد من أكثر قلاع فرنسا تميزا.

## بناء القصر
بنيت القلعة على نمط قلاع القرون الوسطى، ولها شكل رباعي الأضلاع فسيح ويبلغ طوله 156 مترا، وعرضه 117 مترا وتحيط به أربعة أبراج مستديرة. غير أنها تختلف عن القلاع المعتادة بنوافذها الكثيرة وبالسقوف الحادة الرقيقة التي تعلو الأبراج وبالمداخن الخفيفة التي تعلو هذه السقوف.
داخل الجزء الأوسط بالبرج الرئيسي للقلعة مدرجان مميزان، حيث يستطيع شخصان أن يصعدا أو ينزلا دون أن يتلاقيا. ويصل المدرجان إلى سطح البرج الرئيسي، أو الفانوس، ومنه كانت تتبع النساء النبيلات مجرى القنص في الغابة القريبة.

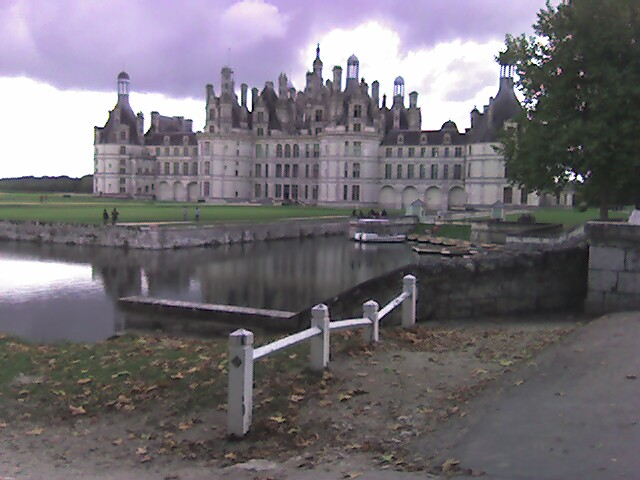
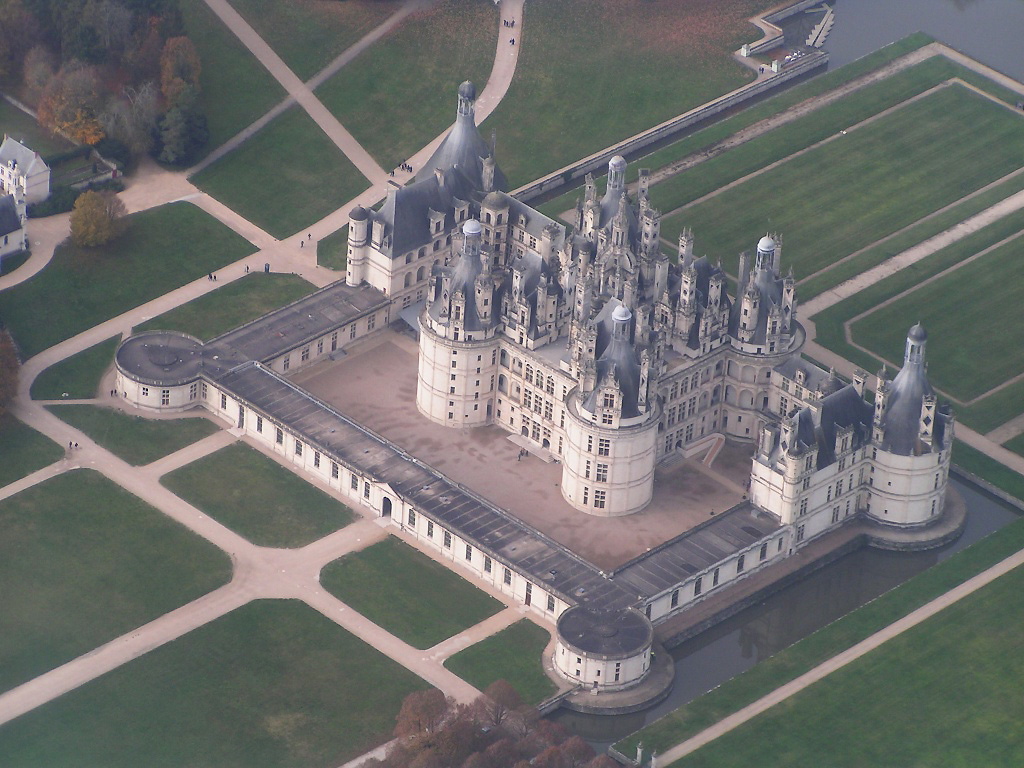
صورة من الجو للقصر
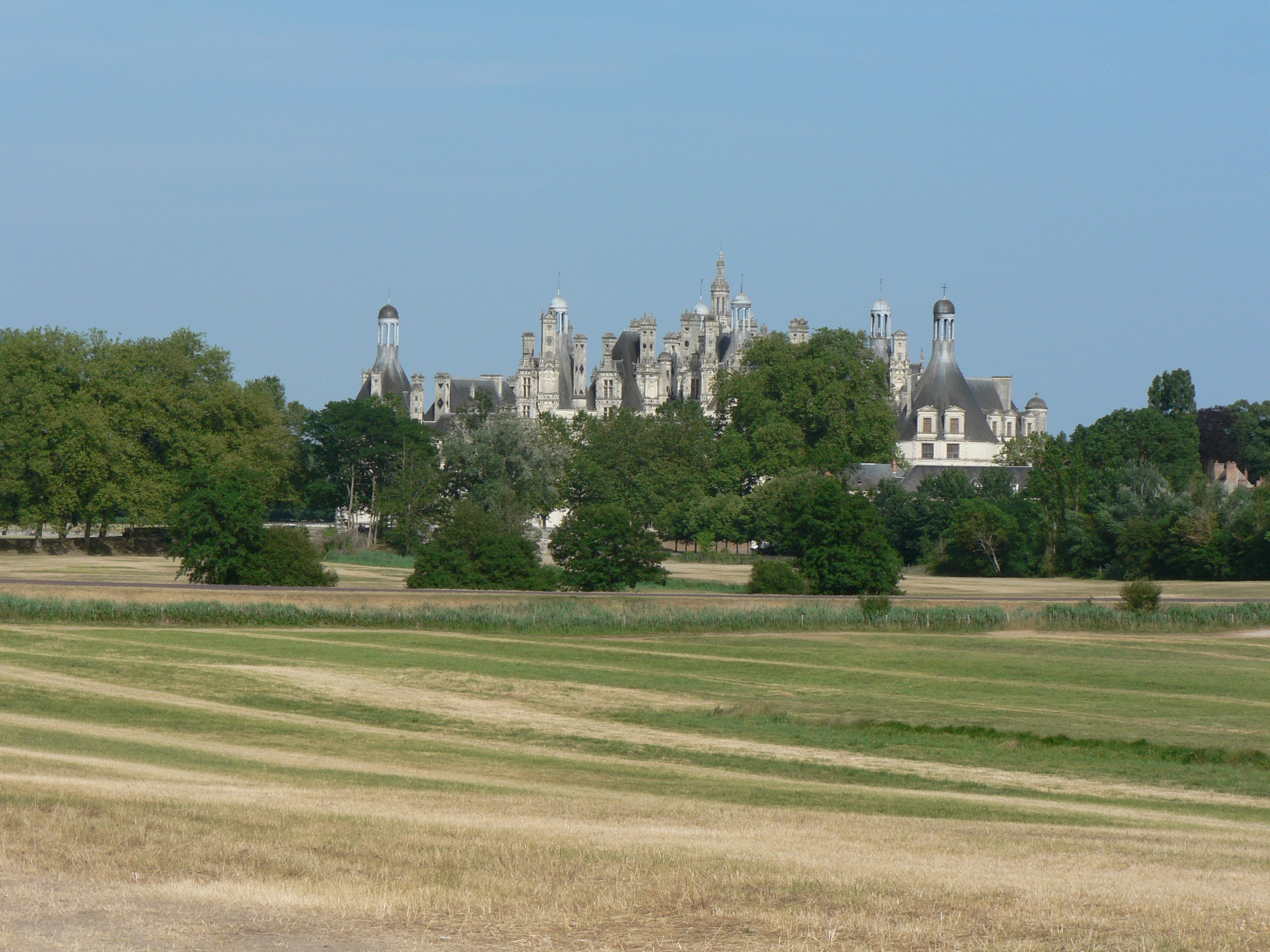

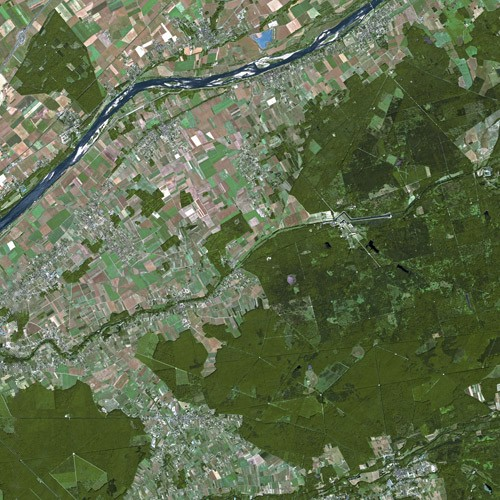
غابة القلعة
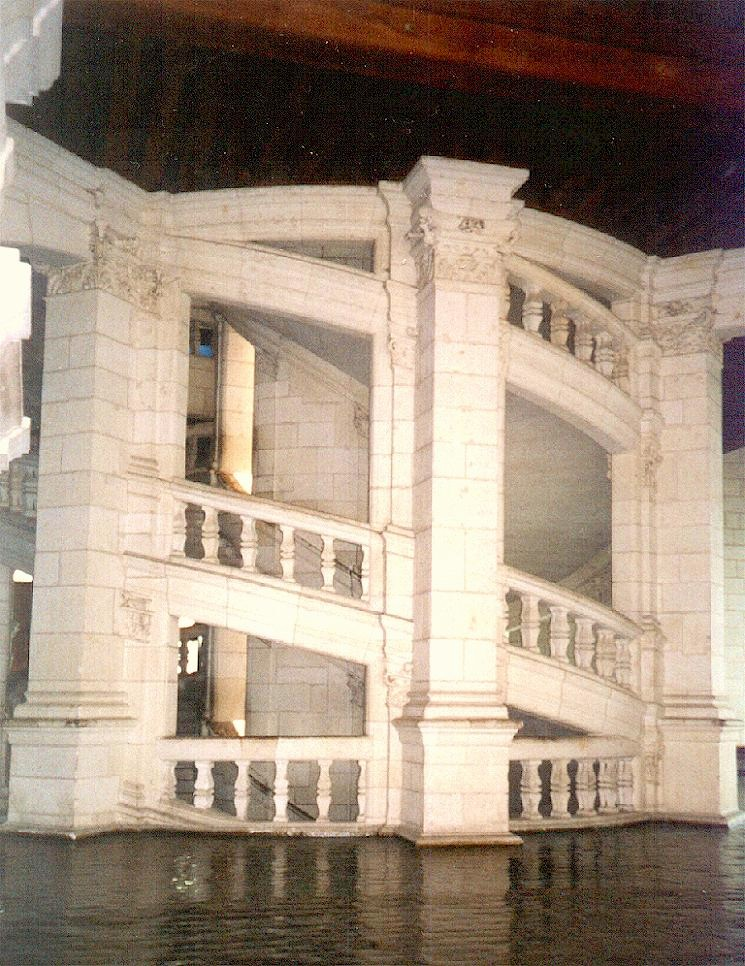
بيت الدرج المزدوج.
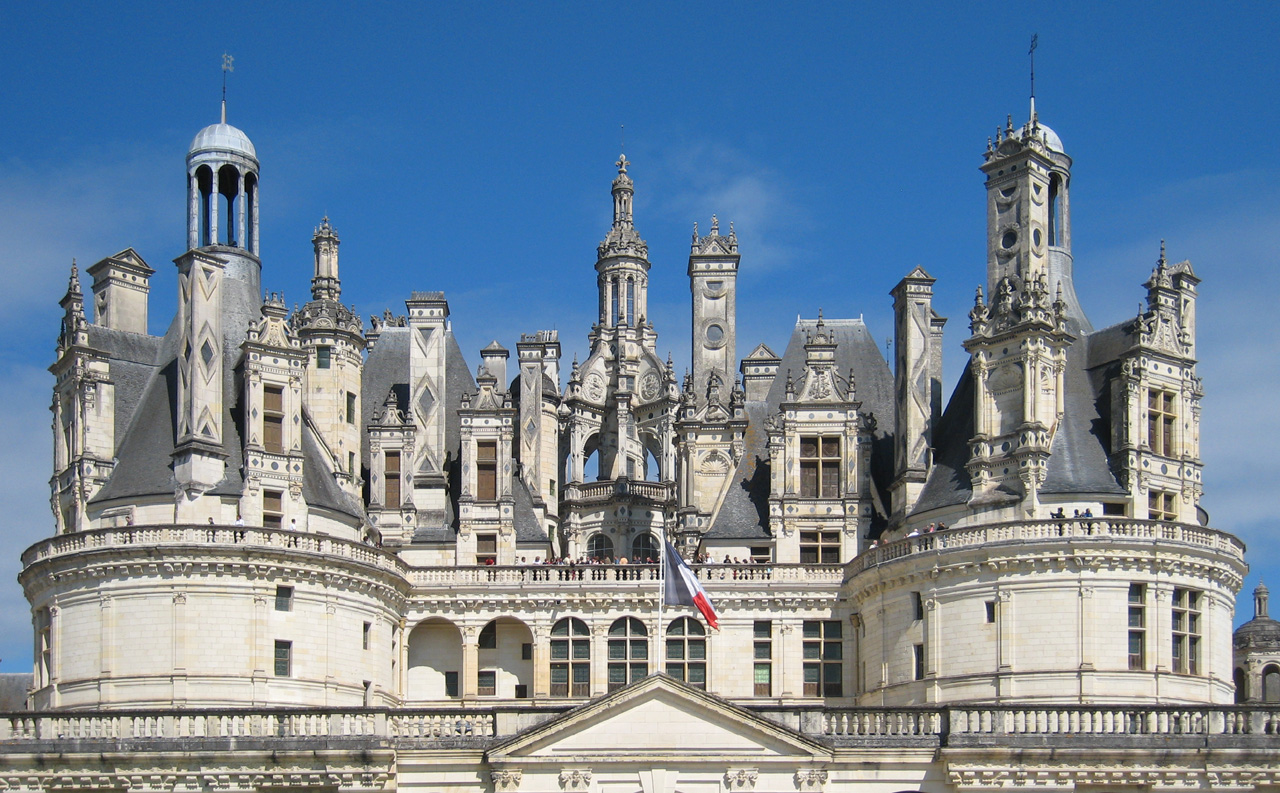
سطح القلعة وقبابها المتعددة

## وصلات خارجية
- Château de Chambord
- صور لشامبور

‌